# Vila Vila
Vila Vila è un comune (municipio in spagnolo) della Bolivia nella provincia di Mizque (dipartimento di Cochabamba) con 4.853 abitanti (dato 2010).

## Cantoni
Il comune è suddiviso in 4 cantoni:
- Siquimira
- Vila Vila